# Joe Rogan
Pour les articles homonymes, voir Rogan.
Cet article possède un paronyme, voir Joe Rodan.
Joseph James Rogan, dit Joe Rogan, né le 11 août 1967 à Newark (New Jersey), est un spécialiste d'arts martiaux, acteur, écrivain et animateur de radio américain.
Célèbre commentateur de l'Ultimate Fighting Championship (UFC) depuis 1997, il anime parallèlement le podcast le plus écouté au monde, The Joe Rogan Experience, un talk-show dans lequel il échange avec des invités qui viennent de domaines très variés (politique, sport, science, monde des affaires...). Il est également humoriste depuis 1989 et se produit toujours en tournées régulières à ce jour. Rogan fait partie de la distribution de la sitcom Infos FM (1994-1999) et anime l'émission télévisée Fear Factor (en) (2001-2006).
Rogan est critiqué pour sa promotion de théories conspirationnistes, désinformation sur la pandémie de Covid-19 et pour accueillir des invités qui diffusent de la désinformation et de la pseudoscience.

## Biographie
Joe Rogan, né à Newark (New Jersey), est élevé à Newton Upper Falls (Massachusetts) jusqu'à l'âge de sept ans. Il a aussi vécu à Bell Canyon (Californie), a brièvement vécu à Boulder (Colorado), et vit depuis août 2020 à Austin au Texas.

### Carrière

#### Arts martiaux
Rogan, lycéen, pratique le taekwondo, obtenant une ceinture noire à l'âge de 15 ans, et sera champion du Massachusetts quatre années consécutives. Il commence le judo à 20 ans et reçoit une ceinture bleue après un an d'entraînement. En 1996, il apprend le Jiu-jitsu brésilien avec Carlson Gracie à Hollywood (Californie). Il a une ceinture noire du « 10th Planet Jiu-Jitsu » de Eddie Bravo, un style de jiu-jitsu brésilien sans kimono, et est ceinture noire en Jiu-jitsu brésilien avec kimono sous Jean Jacques Machado. Il est aussi un kickboxer, détenant un palmarès amateur de deux victoires et une défaite.

#### Stand-up
Rogan commence le stand-up en 1989 et enregistre plusieurs spectacles, dont Shiny Happy Jihad, Joe Rogan: Talking Monkeys in Space, and Joe Rogan Live from the Tabernacle.
En 2007, Rogan confronte le comédien Carlos Mencia sur scène, l'accusant de voler les blagues d'autres comédiens.

#### Acteur
En 1994, Rogan partage la vedette de la série Harball produit par Fox. Il joue le rôle de Frank Valente, jeune star égocentrique d'une équipe professionnelle fictive de baseball. De 1995 à 1999, il partage l'affiche de la série comique Infos FM où il incarne Joe Garrelli, un électricien complotiste à WNYX, une station de radio à New York. En 2002, il fait une apparition dans l'épisode Une tête bien faite de Voilà ! en tant que Chris, le petit ami de Maya Gallo. En 2011, Rogan joue dans le film Zookeeper. Il joue son propre rôle dans Prof poids lourd, un autre film d'action et comédie avec Kevin James sorti en 2012.

#### Commentateur

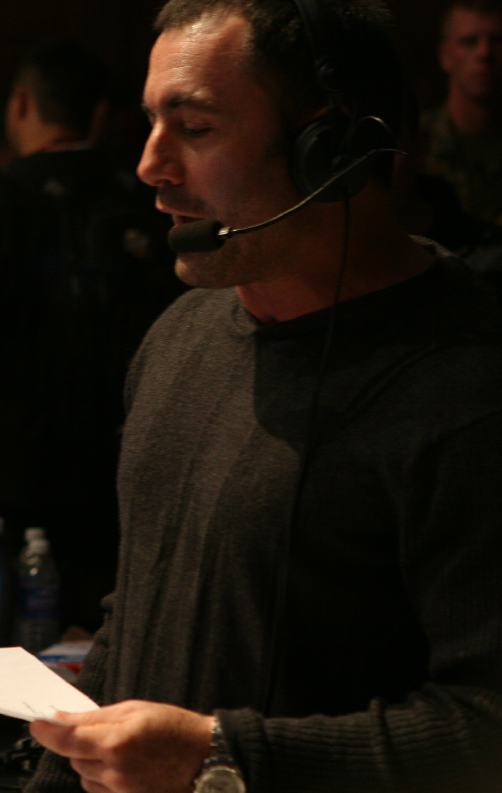
Rogan pendant la diffusion de l'Ultimate Fight Night 7.

Rogan commence à travailler pour UFC en 1997, tout d'abord en tant qu'interviewer des combattants à l'UFC 12 à Dothan, avant de devenir commentateur pour la compagnie. Il remporte le prix du Wrestling Observer Newsletter comme « Meilleur commentateur » à deux reprises. Il fut aussi nommé « Personnalité de l'année MMA » trois fois par le World MMA Awards.

#### Animateur
Rogan a travaillé pour la série TV Fear Factor (en) en tant qu'animateur pour la version américaine de la série. Il est animateur du 11 juillet 2001 jusqu'au 12 septembre 2006. En 2003, Rogan et Doug Stanhope remplacent Jimmy Kimmel et Adam Carolla en tant que co-présentateurs de The Man Show. Son dernier travail d'animateur est pour sa propre série intitulée Joe Rogan Questions Everything, dont six épisodes sont diffusés en 2013.

#### Podcast
En 2015, le podcast The Joe Rogan Experience est écouté par plus de 11 millions de personnes chaque mois.
En 2021, son podcast est le plus écouté sur la plateforme Spotify devant les conférences TED quotidiennes,. Selon le quotidien The New York Times, son podcast et lui-même sont devenus un « influenceur politique improbable » lors de l'élection présidentielle de 2020.
Pendant la pandémie de Covid-19, il tend régulièrement le micro à « des invités bannis d’autres plateformes pour avoir violé les directives sur l’information sanitaire », selon le Los Angeles Times. Il est accusé notamment d’avoir découragé la vaccination anti-Covid chez les jeunes. Le podcast est accusé par des scientifiques et professionnels de santé de « promouvoir des théories du complot sans fondement ». En janvier 2022, Neil Young, qui l'accuse de désinformation sur la crise sanitaire du Covid-19, donne un ultimatum à Spotify en le menaçant de lui retirer toute autorisation de diffusion de sa propre musique, affirmant : « Ils peuvent avoir Joe Rogan ou Neil Young. Pas les deux ». Spotify choisit Joe Rogan le 27 janvier 2022 et retire la discographie de Neil Young de son catalogue. Le directeur de l'Organisation mondiale de la santé, Tedros Adhanom Ghebreyesus, applaudit la décision de Neil Young. Peu après, la chanteuse canadienne Joni Mitchell décide à son tour de quitter Spotify pour la même raison.
En février 2022, Conspiracy Watch note que, sur le podcast, les attaques chimiques commises par le régime de Bachar el-Assad en Syrie ont été qualifiées de « gros mensonge » sur la base de fausses informations à propos de l’Organisation pour l'interdiction des armes chimiques (OIAC) diffusées par WikiLeaks et The Grayzone.
En 2024, avant l’élection présidentielle, Donald Trump lui accorde une interview qui est visionnée 50 millions de fois. Pour sa part, Kamala Harris avait décliné son invitation.

#### Vie privée
En 2007, Rogan et sa compagne ont une fille. Ils se marient l'année suivante. En 2010, Rogan annonce la naissance de sa seconde fille. Gerard Way, chanteur du groupe My Chemical Romance, est son cousin.

### Opinions
Joe Rogan n'est affilié à aucun parti politique, mais a été décrit comme ayant des opinions libertariennes. Il a soutenu Ron Paul durant la campagne présidentielle américaine de 2012. Pour l'élection présidentielle américaine de 2020, il soutient Bernie Sanders lors de la primaire du Parti démocrate, puis vote pour Jo Jorgensen, candidate du parti libertarien, lors de l'élection. Pour l'élection présidentielle de 2024, il soutient Robert Kennedy Jr puis Donald Trump.
Il a déclaré que le gouverneur de Floride Ron DeSantis serait « un bon président », ajoutant que « ce qu'il a fait pour la Floride a été admirable ».
Il critique plusieurs fois le Premier ministre du Canada Justin Trudeau alors qu'il en avait une bonne opinion avant la pandémie de Covid-19.
Il a également qualifié le président russe Vladimir Poutine de « diabolique mais impressionnant. »
Rogan s'est décrit comme socialement libéral, disant qu'il soutient le mariage homosexuel, les droits LGBT, les droits des femmes, l'usage récréatif des drogues, la couverture universelle des soins de santé et le revenu de base universel mais il prend également position pour le droit de porter une arme et le deuxième amendement de la Constitution des États-Unis,. Rogan se décrit comme un fervent défenseur de la liberté d'expression et critique la cancel culture et ce qu'il perçoit comme la censure de ceux qui ont des opinions de droite dans l'industrie de la télévision et du cinéma Il a également critiqué la politique étrangère des États-Unis.
En 2010, Rogan est le présentateur du documentaire DMT: The Spirit Molecule.
Rogan est un chasseur et fait partie du mouvement « Eat What You Kill » (« [Mangez ce que vous tuez] »).

## Comédies
- 22 août 2000 : I'm Gonna Be Dead Someday (CD)
- 4 et 5 mai 2001 : Live from the Belly of the Beast (DVD)
- 1er septembre 2006 : Joe Rogan: Live (DVD)
- 10 avril 2007 : Shiny Happy Jihad (CD)
- 2010 : Joe Rogan: Talking Monkeys in Space (CD & DVD) avec Comedy Central Records
- 18 décembre 2012 : Live from the Tabernacle (téléchargement numérique)
- 2013 : Questions Everything avec Netflix
- 2014 : Rocky Mountain High (Comedy Central Direct)
- 2016 : Triggered avec Netflix
- 2018 : Strange Times avec Netflix